# Prime Minister’s Questions
Prime Minister’s Questions, offiziell Questions to the Prime Minister (englisch für: „Fragen an den Premierminister“, allgemein zu PMQ oder PMQs abgekürzt) ist die Bezeichnung für eine institutionalisierte Fragestunde im britischen House of Commons, in der der Premierminister Rechenschaft über die Arbeit der Regierung ablegt.

## Geschichte
Premierminister Harold Macmillan experimentierte in seiner Amtszeit mit diversen Formaten einer Fragestunde, woraus im Jahr 1961 Prime Minister’s Questions hervorging.
Bis ins Jahr 1997 dauerten die PMQs jeweils eine Viertelstunde und fanden dienstags und donnerstags statt. Eine der ersten Amtshandlungen der Regierung Blair in Bezug auf die parlamentarische Geschäftsordnung war die Zusammenlegung zu einer halbstündigen Fragestunde am Mittwoch.
Speaker John Bercow regte im Dezember 2009 die Verschiebung oder Verdopplung der Fragestunde an, um die Tagungsdisziplin der Kammer zu erhöhen.

## Ablauf
Nach Aufruf der Fragestunde durch den Speaker bittet traditionell ein Abgeordneter der Kammer mit der Formel „Number One, Mr Speaker“ den Premierminister, seine Tagestermine aufzulisten. Dieser Bitte entspricht der Premierminister mit Hinweis auf Gespräche mit anderen Ministern neben seinen Verpflichtungen im House of Commons. Gegebenenfalls spricht er vor der Beantwortung dieser Frage wichtige, aktuelle Ereignisse an. Im Anschluss darf der Abgeordnete noch eine Zusatzfrage über ein anderes Thema auf der Agenda des Premiers stellen.
Mit der Frage nach dem Tagesablauf des Premiers wird die Sitzung immer eröffnet, weil bis vor kurzem noch jedes Regierungsmitglied die Fragen anstelle des Regierungschefs beantworten konnte. Dies ermöglichte es dem Premierminister, die persönliche Beantwortung der Fragen zu vermeiden, denn eine britische Parlamentsregel besagt, dass derjenige, der eine Abgeordnetenfrage beantwortet, auch für die nachfolgenden Fragen zuständig ist. Auf die Frage nach seinem Tagesablauf allerdings muss der Regierungschef selbst eine Auskunft erteilen, und somit auch auf alle Folgefragen. Der andere, wesentliche Grund für die Wahl der ersten Frage ist, dass nur diese Frage vor Beginn der Fragestunde schriftlich eingereicht werden muss. So können die wesentlichen Fragen im offenen Rededuell ohne vorbereitete Antworten behandelt werden.
Dem Oppositionsführer stehen sechs Fragen zu, die normalerweise in zwei Dreiergruppen aufgeteilt werden. Der Chef der drittstärksten Partei kann zwei Fragen stellen. Der Parlamentssprecher versucht, zwischen Fragen der Regierungs- und der Oppositionspartei abzuwechseln. Britische Parlamentsabgeordnete ohne offizielles Amt, sogenannte Hinterbänkler (engl. backbench MPs), die eine Frage an den Premierminister stellen wollen, müssen sich auf einer Liste, dem so genannten Order Paper, eintragen. In einem Losverfahren wird dann eine zufällige Reihenfolge festgelegt, in der die Abgeordneten vom Speaker des House of Commons (Unterhaus) aufgerufen werden. Auch Abgeordnete, die im Losverfahren keinen guten Platz bekommen oder nicht an der Auslosung teilgenommen haben, können aufgerufen werden, um das Gleichgewicht zwischen den Parteien zu gewährleisten.
Kann der Regierungschef aufgrund von offiziellen Verpflichtungen nicht zur Sitzung erscheinen, wird er vertreten vom stellvertretenden Premierminister (Deputy-Premierminister oder First Secretary of State) oder, falls dieser auch verhindert ist, vom Leader des Unterhauses (d. h. in etwa vom Regierungs-Fraktionsvorsitzenden). Es ist üblich, dass in diesem Fall auch der Oppositionsführer und der Chef der drittstärksten Partei ihre Stellvertreter entsenden.
Seitdem die Parlamentssitzungen im Fernsehen übertragen werden, sind die Prime Minister’s Questions ein wichtiger Teil der politischen Kultur in Großbritannien. Da es in den Mittwochssitzungen oft zu interessanten Auseinandersetzungen kommt, sind sie sehr populär, und die Nachfrage nach Zuschauerkarten ist hoch.
Die Prime Minister’s Questions wurden auch von dem amerikanischen Kabelsender C-SPAN übertragen und in Sketchen der Fernsehsendung Saturday Night Live parodiert.

## Dokumentationen
- Michael Cockerell: Inside the Commons, BBC Two, 2015.

## Belege und Anmerkungen
1. ↑  Conor, Allan: What Is PMQs?, in: Prime Minister's Questions Podcast, BBC, 10. Oktober 2007. Abgerufen am 8. Juni 2010.
2. ↑  BBC: What is prime minister's questions?, 2. Juni 2010. Abgerufen am 8. Juni 2010.
3. ↑  Morris, Nigel: 'Switch PMQs so MPs stay around longer', in: The Independent, 1. Dezember 2009. Abgerufen am 8. Juni 2010.